# 卡萨焦韦
卡萨焦韦（義大利語：Casagiove），是意大利卡塞塔省的一个市镇。总面积6平方公里，人口14186人，人口密度2364.3人/平方公里（2009年）。ISTAT代码为061018。